# سارا دانینت
سارا دانینت (فرانسوی: Sarah Daninthe‎؛ زادهٔ ۲۵ ژوئن ۱۹۸۰) شمشیرباز اهل فرانسه است.
وی در مسابقات کشوری و بین‌المللی در مجموع برندهٔ ۱ مدال برنز شده‌است.